# 2021-es Formula–1 olasz nagydíj
Az olasz nagydíj volt a 2021-es Formula–1 világbajnokság tizennegyedik futama, amelyet 2021. szeptember 10. és szeptember 12. között rendeztek meg az Autodromo Nazionale di Monza versenypályán, Monzában.

## Választható keverékek
| Abroncs              | Friss | Használt |
| -------------------- | ----- | -------- |
| Kemény keverék (C2)  |       |          |
| Közepes keverék (C3) |       |          |
| Lágy keverék (C4)    |       |          |
| Átmeneti esőgumi (I) |       |          |
| Teljes esőgumi (W)   |       |          |

## Szabadedzések

### Első szabadedzés
Az olasz nagydíj első szabadedzését szeptember 10-én, pénteken délután tartották meg, magyar idő szerint 14:30-tól.
| helyezés | versenyző          | csapat/motor          | elért idő | különbség | futott kör |
| -------- | ------------------ | --------------------- | --------- | --------- | ---------- |
| 1        | Lewis Hamilton     | Mercedes              | 1:20,926  | –         | 28         |
| 2        | Max Verstappen     | Red Bull-Honda        | 1:21,378  | +0,452    | 22         |
| 3        | Valtteri Bottas    | Mercedes              | 1:21,451  | +0,525    | 29         |
| 4        | Lance Stroll       | Aston Martin-Mercedes | 1:21,676  | +0,750    | 23         |
| 5        | Pierre Gasly       | AlphaTauri-Honda      | 1:21,719  | +0,793    | 28         |
| 6        | Sebastian Vettel   | Aston Martin-Mercedes | 1:21,824  | +0,898    | 26         |
| 7        | Carlos Sainz Jr.   | Ferrari               | 1:21,914  | +0,988    | 26         |
| 8        | Fernando Alonso    | Alpine-Renault        | 1:21,926  | +1,000    | 24         |
| 9        | Daniel Ricciardo   | McLaren-Mercedes      | 1:22,003  | +1,077    | 27         |
| 10       | Sergio Pérez       | Red Bull-Honda        | 1:22,039  | +1,113    | 23         |
| 11       | Charles Leclerc    | Ferrari               | 1:22,102  | +1,176    | 25         |
| 12       | Lando Norris       | McLaren-Mercedes      | 1:22,103  | +1,177    | 27         |
| 13       | Antonio Giovinazzi | Alfa Romeo-Ferrari    | 1:22,270  | +1,344    | 26         |
| 14       | Cunoda Júki        | AlphaTauri-Honda      | 1:22,530  | +1,604    | 31         |
| 15       | Esteban Ocon       | Alpine-Renault        | 1:22,534  | +1,608    | 27         |
| 16       | Robert Kubica      | Alfa Romeo-Ferrari    | 1:23,009  | +2,083    | 28         |
| 17       | George Russell     | Williams-Mercedes     | 1:23,092  | +2,166    | 31         |
| 18       | Nicholas Latifi    | Williams-Mercedes     | 1:23,442  | +2,516    | 31         |
| 19       | Nyikita Mazepin    | Haas-Ferrari          | 1:23,445  | +2,519    | 23         |
| 20       | Mick Schumacher    | Haas-Ferrari          | 1:23,551  | +2,625    | 23         |

### Második szabadedzés
Az olasz nagydíj második szabadedzését szeptember 11-én, szombaton délben tartották meg, magyar idő szerint 12:00-tól.
| helyezés | versenyző          | csapat/motor          | elért idő | különbség | futott kör |
| -------- | ------------------ | --------------------- | --------- | --------- | ---------- |
| 1        | Lewis Hamilton     | Mercedes              | 1:23,246  | –         | 25         |
| 2        | Valtteri Bottas    | Mercedes              | 1:23,468  | +0,222    | 24         |
| 3        | Max Verstappen     | Red Bull-Honda        | 1:23,662  | +0,416    | 23         |
| 4        | Sergio Pérez       | Red Bull-Honda        | 1:23,917  | +0,671    | 29         |
| 5        | Esteban Ocon       | Alpine-Renault        | 1:24,263  | +1,017    | 20         |
| 6        | Robert Kubica      | Alfa Romeo-Ferrari    | 1:24,280  | +1,034    | 28         |
| 7        | Antonio Giovinazzi | Alfa Romeo-Ferrari    | 1:24,502  | +1,256    | 26         |
| 8        | Fernando Alonso    | Alpine-Renault        | 1:24,539  | +1,293    | 16         |
| 9        | Pierre Gasly       | AlphaTauri-Honda      | 1:24,654  | +1,408    | 24         |
| 10       | Lando Norris       | McLaren-Mercedes      | 1:24,665  | +1,419    | 27         |
| 11       | Charles Leclerc    | Ferrari               | 1:24,770  | +1,524    | 21         |
| 12       | Daniel Ricciardo   | McLaren-Mercedes      | 1:24,774  | +1,528    | 24         |
| 13       | Nicholas Latifi    | Williams-Mercedes     | 1:24,805  | +1,559    | 23         |
| 14       | George Russell     | Williams-Mercedes     | 1:25,083  | +1,837    | 22         |
| 15       | Cunoda Júki        | AlphaTauri-Honda      | 1:25,422  | +2,176    | 32         |
| 16       | Nyikita Mazepin    | Haas-Ferrari          | 1:25,729  | +2,483    | 23         |
| 17       | Lance Stroll       | Aston Martin-Mercedes | 1:25,763  | +2,517    | 28         |
| 18       | Sebastian Vettel   | Aston Martin-Mercedes | 1:25,935  | +2,689    | 28         |
| 19       | Mick Schumacher    | Haas-Ferrari          | 1:26,012  | +2,766    | 25         |
| 20       | Carlos Sainz Jr.   | Ferrari               | 1:26,124  | +2,878    | 14         |

## Időmérő edzés
Az olasz nagydíj időmérő edzését szeptember 10-én, pénteken este futották, magyar idő szerint 18:00-tól.
| helyezés              | rajtszám | versenyző          | csapat/motor          | 1. rész  | 2. rész  | 3. rész  | rajthely | futott kör |
| --------------------- | -------- | ------------------ | --------------------- | -------- | -------- | -------- | -------- | ---------- |
| 1                     | 77       | Valtteri Bottas    | Mercedes              | 1:20,685 | 1:20,032 | 1:19,555 | 1        | 18         |
| 2                     | 44       | Lewis Hamilton     | Mercedes              | 1:20,543 | 1:19,936 | 1:19,651 | 2        | 18         |
| 3                     | 33       | Max Verstappen     | Red Bull-Honda        | 1:21,035 | 1:20,229 | 1:19,966 | 3        | 19         |
| 4                     | 4        | Lando Norris       | McLaren-Mercedes      | 1:20,916 | 1:20,059 | 1:19,989 | 4        | 21         |
| 5                     | 3        | Daniel Ricciardo   | McLaren-Mercedes      | 1:21,292 | 1:20,435 | 1:19,995 | 5        | 17         |
| 6                     | 10       | Pierre Gasly       | AlphaTauri-Honda      | 1:21,440 | 1:20,556 | 1:20,260 | 6        | 16         |
| 7                     | 55       | Carlos Sainz Jr.   | Ferrari               | 1:21,118 | 1:20,750 | 1:20,462 | 7        | 18         |
| 8                     | 16       | Charles Leclerc    | Ferrari               | 1:21,219 | 1:20,767 | 1:20,510 | 8        | 18         |
| 9                     | 11       | Sergio Pérez       | Red Bull-Honda        | 1:21,308 | 1:20,882 | 1:20,611 | 9        | 20         |
| 10                    | 99       | Antonio Giovinazzi | Alfa Romeo-Ferrari    | 1:21,197 | 1:20,726 | 1:20,808 | 10       | 16         |
| 11                    | 5        | Sebastian Vettel   | Aston Martin-Mercedes | 1:21,394 | 1:20,913 |          | 11       | 14         |
| 12                    | 18       | Lance Stroll       | Aston Martin-Mercedes | 1:21,415 | 1:21,020 |          | 12       | 13         |
| 13                    | 13       | Fernando Alonso    | Alpine-Renault        | 1:21,487 | 1:21,069 |          | 13       | 11         |
| 14                    | 31       | Esteban Ocon       | Alpine-Renault        | 1:21,500 | 1:21,103 |          | 14       | 12         |
| 15                    | 63       | George Russell     | Williams-Mercedes     | 1:21,890 | 1:21,392 |          | 15       | 16         |
| 16                    | 6        | Nicholas Latifi    | Williams-Mercedes     | 1:21,925 |          |          | 16       | 10         |
| 17                    | 22       | Cunoda Júki        | AlphaTauri-Honda      | 1:21,973 |          |          | 17       | 9          |
| 18                    | 47       | Mick Schumacher    | Haas-Ferrari          | 1:22,248 |          |          | 18       | 8          |
| 19                    | 88       | Robert Kubica      | Alfa Romeo-Ferrari    | 1:22,530 |          |          | 19       | 7          |
| 20                    | 9        | Nyikita Mazepin    | Haas-Ferrari          | 1:22,716 |          |          | 20       | 9          |
| 107%-os idő: 1:26,181 |          |                    |                       |          |          |          |          |            |

## Sprintkvalifikáció
Az olasz nagydíj sprintkvalifikációja szeptember 11-én, szombaton rajtolt, magyar idő szerint 16:30-kor.
| helyezés | rajtszám | versenyző          | csapat/motor          | futott kör | idő/kiesés oka | rajthely | pont |
| -------- | -------- | ------------------ | --------------------- | ---------- | -------------- | -------- | ---- |
| 1        | 77       | Valtteri Bottas    | Mercedes              | 18         | 27:54,078      | 20[a]    | 3    |
| 2        | 33       | Max Verstappen     | Red Bull-Honda        | 18         | +2,325         | 1        | 2    |
| 3        | 3        | Daniel Ricciardo   | McLaren-Mercedes      | 18         | +14,534        | 2        | 1    |
| 4        | 4        | Lando Norris       | McLaren-Mercedes      | 18         | +18,835        | 3        |      |
| 5        | 44       | Lewis Hamilton     | Mercedes              | 18         | +20,011        | 4        |      |
| 6        | 16       | Charles Leclerc    | Ferrari               | 18         | +23,442        | 5        |      |
| 7        | 55       | Carlos Sainz Jr.   | Ferrari               | 18         | +27,952        | 6        |      |
| 8        | 99       | Antonio Giovinazzi | Alfa Romeo-Ferrari    | 18         | +31,089        | 7        |      |
| 9        | 11       | Sergio Pérez       | Red Bull-Honda        | 18         | +31,680        | 8        |      |
| 10       | 18       | Lance Stroll       | Aston Martin-Mercedes | 18         | +38,671        | 9        |      |
| 11       | 13       | Fernando Alonso    | Alpine-Renault        | 18         | +39,795        | 10       |      |
| 12       | 5        | Sebastian Vettel   | Aston Martin-Mercedes | 18         | +41,177        | 11       |      |
| 13       | 31       | Esteban Ocon       | Alpine-Renault        | 18         | +43,373        | 12       |      |
| 14       | 6        | Nicholas Latifi    | Williams-Mercedes     | 18         | +45,977        | 13       |      |
| 15       | 63       | George Russell     | Williams-Mercedes     | 18         | +46,821        | 14       |      |
| 16       | 22       | Cunoda Júki        | AlphaTauri-Honda      | 18         | +49,977        | 15       |      |
| 17       | 9        | Nyikita Mazepin    | Haas-Ferrari          | 18         | +1:02,599      | 16       |      |
| 18       | 88       | Robert Kubica      | Alfa Romeo-Ferrari    | 18         | +1:05,096      | 17       |      |
| 19       | 47       | Mick Schumacher    | Haas-Ferrari          | 18         | +1:06,154      | 18       |      |
| 20       | 10       | Pierre Gasly       | AlphaTauri-Honda      | 0          | baleset        | 19       |      |

Megjegyzés:
- ↑ a:  Valtteri Bottas motorcsere miatt az utolsó helyről kezdheti meg a versenyt.[4]

## Futam
Az olasz nagydíj futama szeptember 12-én, vasárnap rajtolt, magyar idő szerint 15:00-kor.
| helyezés | rajtszám | versenyző          | csapat/motor          | futott kör | idő/kiesés oka | rajthely | pont  |
| -------- | -------- | ------------------ | --------------------- | ---------- | -------------- | -------- | ----- |
| 1        | 3        | Daniel Ricciardo   | McLaren-Mercedes      | 53         | 1:21:54,365    | 2        | 26[b] |
| 2        | 4        | Lando Norris       | McLaren-Mercedes      | 53         | +1,747         | 3        | 18    |
| 3        | 77       | Valtteri Bottas    | Mercedes              | 53         | +4,921         | 19       | 15    |
| 4        | 16       | Charles Leclerc    | Ferrari               | 53         | +7,309         | 5        | 12    |
| 5        | 11       | Sergio Pérez       | Red Bull-Honda        | 53         | +8,723         | 8        | 10    |
| 6        | 55       | Carlos Sainz Jr.   | Ferrari               | 53         | +10,535        | 6        | 8     |
| 7        | 18       | Lance Stroll       | Aston Martin-Mercedes | 53         | +15,804        | 9        | 6     |
| 8        | 13       | Fernando Alonso    | Alpine-Renault        | 53         | +17,201        | 10       | 4     |
| 9        | 63       | George Russell     | Williams-Mercedes     | 53         | +19,742        | 14       | 2     |
| 10       | 31       | Esteban Ocon       | Alpine-Renault        | 53         | +20,868        | 12       | 1     |
| 11       | 6        | Nicholas Latifi    | Williams-Mercedes     | 53         | +23,743        | 13       |       |
| 12       | 5        | Sebastian Vettel   | Aston Martin-Mercedes | 53         | +24,621        | 11       |       |
| 13       | 99       | Antonio Giovinazzi | Alfa Romeo-Ferrari    | 53         | +27,216        | 7        |       |
| 14       | 88       | Robert Kubica      | Alfa Romeo-Ferrari    | 53         | +29,769        | 17       |       |
| 15       | 47       | Mick Schumacher    | Haas-Ferrari          | 53         | +51,088        | 18       |       |
| ki       | 9        | Nyikita Mazepin    | Haas-Ferrari          | 41         | erőforrás      | 16       |       |
| ki       | 44       | Lewis Hamilton     | Mercedes              | 25         | baleset        | 4        |       |
| ki       | 33       | Max Verstappen     | Red Bull-Honda        | 25         | baleset        | 1        |       |
| ki       | 10       | Pierre Gasly       | AlphaTauri-Honda      | 3          | felfüggesztés  | Boxutca  |       |
| ni       | 22       | Cunoda Júki        | AlphaTauri-Honda      | 0          | fékek          | –        |       |

Megjegyzés:
- ↑ b:  Daniel Ricciardo a helyezéséért járó pontok mellett a versenyben futott leggyorsabb körért további 1 pontot szerzett.

## A világbajnokság állása a verseny után
| H   | Versenyzők       | Pont  | H   | Konstruktőrök         | Pont  |
| --- | ---------------- | ----- | --- | --------------------- | ----- |
| 1.  | Max Verstappen   | 226,5 | 1.  | Mercedes              | 362,5 |
| 2.  | Lewis Hamilton   | 221,5 | 2.  | Red Bull-Honda        | 344,5 |
| 3.  | Valtteri Bottas  | 141   | 3.  | McLaren-Mercedes      | 215   |
| 4.  | Lando Norris     | 132   | 4.  | Ferrari               | 201,5 |
| 5.  | Sergio Pérez     | 118   | 5.  | Alpine-Renault        | 95    |
| 6.  | Charles Leclerc  | 104   | 6.  | AlphaTauri-Honda      | 84    |
| 7.  | Carlos Sainz Jr. | 97,5  | 7.  | Aston Martin-Mercedes | 59    |
| 8.  | Daniel Ricciardo | 83    | 8.  | Williams-Mercedes     | 22    |
| 9.  | Pierre Gasly     | 66    | 9.  | Alfa Romeo-Ferrari    | 3     |
| 10. | Fernando Alonso  | 50    | 10. | Haas-Ferrari          | 0     |

(A teljes táblázat)

## Statisztikák
- Vezető helyen:
  - Daniel Ricciardo: 48 kör (1–21 és 27–53)
  - Lewis Hamilton: 2 kör (24–25)
  - Max Verstappen: 1 kör (22)
  - Lando Norris: 1 kör (23)
  - Charles Leclerc: 1 kör (26)
- Max Verstappen 10. pole-pozíciója.
- Daniel Ricciardo 16. versenyben futott leggyorsabb köre és 8. győzelme.
- Daniel Ricciardo 32., Lando Norris 5., és Valtteri Bottas 65. dobogós helyezése.